# Петровские Дворики
Петровские Дворики — опустевшая деревня в Ясногорском районе Тульской области в составе Теляковского сельского поселения.

## География
Деревня находится в северной части Тульской области на расстоянии приблизительно 16 км по прямой на восток-северо-восток от города Ясногорск, административного центра района.

## История
Деревня была отмечена еще на предвоенной карте (1935—1941 гг.) как населенный пункт с 13 дворами. По состоянию на 2020 год представляет собой урочище.

## Население
Постоянное население не было учтено как в 2002 году, так и в 2010.